# Gouvernement Belka II
Pour les articles homonymes, voir Cabinet Belka.
 (septembre 2023).
Si vous disposez d'ouvrages ou d'articles de référence ou si vous connaissez des sites web de qualité traitant du thème abordé ici, merci de compléter l'article en donnant les références utiles à sa vérifiabilité et en les liant à la section « Notes et références ».
IIIe République
Belka I Marcinkiewicz
Le gouvernement Belka II (en polonais : Drugi rząd Marka Belki) est le gouvernement de la République de Pologne entre le 11 juin 2004 et le 31 octobre 2005, durant la quatrième législature de la Diète et la cinquième législature du Sénat.

## Coalition et historique
Dirigé par le président du Conseil des ministres social-démocrate sortant Marek Belka, ce gouvernement est constitué de l'Alliance de la gauche démocratique (SLD), de la Social-démocratie de Pologne (SDPL) et de l'Union du travail (UP). Ensemble, ils disposent de 205 députés sur 460, soit 44,6 % des sièges de la Diète, et de 71 sénateurs sur 100.
Il bénéficie du soutien sans participation du Club parlementaire fédéral (FKP) et de non-inscrits, qui disposent ensemble de 31 députés. La majorité gouvernementale dispose donc de 236 députés sur 460, soit 51,3 % des sièges de la Diète.
Il est formé à la suite de la démission de Belka, du fait de son échec lors du vote de confiance du 14 mai. Il succède donc au gouvernement Belka I, constitué seulement de la SLD et de l'UP.

### Formation
Après ce refus, exprimé par une nette majorité de 188 voix favorables à la confiance et 262 contre, la Diète n'a pas désigné de remplaçant au candidat voulu par le chef de l'État. Le président de la République Aleksander Kwaśniewski rappelle donc Marek Belka aux fonctions de président du Conseil des ministres. Il forme alors un second cabinet le 11 juin comptant un seul changement notable, la nomination de Marian Czakański comme ministre de la Santé.
Lors du vote de confiance, organisé la Diète le 24 juin, le gouvernement remporte l'investiture par 236 voix pour et 215 voix contre. En effet, il est rejeté par la Plate-forme civique (PO), Droit et justice (PiS), le Parti paysan polonais (PSL), l'Autodéfense de la république de Pologne (SRP), la Ligue des familles polonaises (LPR) et le Parti conservateur-populaire (SKL).
Il décide de se soumettre à un nouveau vote de confiance le 15 octobre suivant, et l'emporte avec une majorité légèrement réduite, de 234 voix pour et 218 voix contre.

### Succession
Le 6 mai 2005, au lendemain du rejet par la Diète d'une résolution pour l'organisation d'élections législatives anticipées, Marek Belka remet sa démission à Aleksander Kwaśniewski, mais celui-ci la refuse. Au mois d'août, le président du Conseil apporte officiellement son soutien au nouveau Parti démocrate (PD), ce qui entraîne le retrait de l'appui de la SLD.
Au cours des élections législatives du 25 septembre 2005, les conservateurs de PiS arrivent en tête, devant les libéraux de la PO, tandis que la SLD arrive quatrième. Le gouvernement démissionne officiellement lors de l'ouverture de la législature, le 19 octobre. Il est remplacé, le 31 octobre, par le gouvernement minoritaire du conservateur Kazimierz Marcinkiewicz.

## Composition

### Initiale (11 juin 2004)
- Les nouveaux ministres sont indiqués en gras, ceux ayant changé d'attributions en italique.

| Fonction                                                                                     | Titulaire | Titulaire                                              | Parti |
| -------------------------------------------------------------------------------------------- | --------- | ------------------------------------------------------ | ----- |
| Président du Conseil des ministres                                                           |           | Marek Belka                                            | SLD   |
| Vice-président du Conseil des ministres Ministre de l'Économie et du Travail                 |           | Jerzy Hausner                                          | SLD   |
| Vice-présidente du Conseil des ministres                                                     |           | Izabela Jaruga-Nowacka                                 | UP    |
| Ministre des Affaires étrangères                                                             |           | Włodzimierz Cimoszewicz (jusqu'au 05/01/2005)          | SLD   |
| Ministre des Affaires étrangères                                                             |           | Adam Rotfeld                                           | Sans  |
| Ministre de la Défense nationale                                                             |           | Jerzy Szmajdziński                                     | SLD   |
| Ministre de l'Intérieur et de l'Administration                                               |           | Ryszard Kalisz                                         | SLD   |
| Ministre de la Justice Procureur général                                                     |           | Marek Sadowski (jusqu'au 06/09/2004) Andrzej Kalwas    | Sans  |
| Ministre des Finances                                                                        |           | Andrzej Raczko (jusqu'au 21/07/2004) Mirosław Gronicki | Sans  |
| Ministre du Trésor d'État                                                                    |           | Jacek Socha                                            | Sans  |
| Ministre des Infrastructures                                                                 |           | Krzysztof Opawski                                      | Sans  |
| Ministre de l'Agriculture et du Développement rural                                          |           | Wojciech Olejniczak                                    | SLD   |
| Ministre de la Politique sociale                                                             |           | Krzysztof Pater (jusqu'au 24/11/2004)                  | Sans  |
| Ministre de la Politique sociale                                                             |           | Izabela Jaruga-Nowacka                                 | UP    |
| Ministre de la Santé                                                                         |           | Marian Czakański (jusqu'au 15/07/2004)                 | Sans  |
| Ministre de la Santé                                                                         |           | Marek Balicki                                          | SDPL  |
| Ministre de l'Éducation nationale et des Sports                                              |           | Mirosław Sawicki                                       | Sans  |
| Ministre de la Culture                                                                       |           | Waldemar Dąbrowski                                     | Sans  |
| Ministre de la Science et de l'Informatisation                                               |           | Michał Kleiber                                         | Sans  |
| Ministre de l'Environnement                                                                  |           | Jerzy Swatoń                                           | Sans  |
| Ministre sans portefeuille Chef de la chancellerie de la présidence du Conseil des ministres |           | Sławomir Cytrycki                                      | SLD   |

### Remaniement du 31 mars 2005
- Les nouveaux ministres sont indiqués en gras, ceux ayant changé d'attributions en italique.

| Fonction                                                                                     | Titulaire | Titulaire                                                                                           | Parti |
| -------------------------------------------------------------------------------------------- | --------- | --------------------------------------------------------------------------------------------------- | ----- |
| Président du Conseil des ministres                                                           |           | Marek Belka                                                                                         | SLD   |
| Vice-présidente du Conseil des ministres Ministre de la Politique sociale                    |           | Izabela Jaruga-Nowacka                                                                              | UP    |
| Ministre des Affaires étrangères                                                             |           | Adam Rotfeld                                                                                        | Sans  |
| Ministre de la Défense nationale                                                             |           | Jerzy Szmajdziński                                                                                  | SLD   |
| Ministre de l'Intérieur et de l'Administration                                               |           | Ryszard Kalisz                                                                                      | SLD   |
| Ministre de la Justice Procureur général                                                     |           | Andrzej Kalwas                                                                                      | Sans  |
| Ministre des Finances                                                                        |           | Mirosław Gronicki                                                                                   | Sans  |
| Ministre du Trésor d'État                                                                    |           | Jacek Socha                                                                                         | Sans  |
| Ministre des Infrastructures                                                                 |           | Krzysztof Opawski                                                                                   | Sans  |
| Ministre de l'Agriculture et du Développement rural                                          |           | Wojciech Olejniczak (jusqu'au 31/05/2005) Józef Pilarczyk                                           | SLD   |
| Ministre de la Santé                                                                         |           | Marek Balicki                                                                                       | SDPL  |
| Ministre de l'Éducation nationale et des Sports                                              |           | Mirosław Sawicki                                                                                    | Sans  |
| Ministre de la Culture                                                                       |           | Waldemar Dąbrowski                                                                                  | Sans  |
| Ministre de la Science et de l'Informatisation                                               |           | Michał Kleiber                                                                                      | Sans  |
| Ministre de l'Environnement                                                                  |           | Jerzy Swatoń (jusqu'au 25/04/2005) Marek Belka (intérim) Tomasz Podgajniak (à partir du 24/05/2005) | Sans  |
| Ministre de l'Économie et du Travail                                                         |           | Jacek Piechota                                                                                      | SLD   |
| Ministre sans portefeuille Chef de la chancellerie de la présidence du Conseil des ministres |           | Sławomir Cytrycki                                                                                   | SLD   |

### Remaniement du1erseptembre 2005
- Les nouveaux ministres sont indiqués en gras, ceux ayant changé d'attributions en italique.

| Fonction                                                                                     | Titulaire | Titulaire              | Parti |
| -------------------------------------------------------------------------------------------- | --------- | ---------------------- | ----- |
| Président du Conseil des ministres Ministre des Sports                                       |           | Marek Belka            | SLD   |
| Vice-présidente du Conseil des ministres Ministre de la Politique sociale                    |           | Izabela Jaruga-Nowacka | UP    |
| Ministre des Affaires étrangères                                                             |           | Adam Rotfeld           | Sans  |
| Ministre de la Défense nationale                                                             |           | Jerzy Szmajdziński     | SLD   |
| Ministre de l'Intérieur et de l'Administration                                               |           | Ryszard Kalisz         | SLD   |
| Ministre de la Justice Procureur général                                                     |           | Andrzej Kalwas         | Sans  |
| Ministre des Finances                                                                        |           | Mirosław Gronicki      | Sans  |
| Ministre du Trésor d'État                                                                    |           | Jacek Socha            | Sans  |
| Ministre des Infrastructures                                                                 |           | Krzysztof Opawski      | Sans  |
| Ministre de l'Agriculture et du Développement rural                                          |           | Józef Pilarczyk        | SLD   |
| Ministre de la Santé                                                                         |           | Marek Balicki          | SDPL  |
| Ministre de l'Éducation nationale                                                            |           | Mirosław Sawicki       | Sans  |
| Ministre de la Culture                                                                       |           | Waldemar Dąbrowski     | Sans  |
| Ministre de la Science et de l'Informatisation                                               |           | Michał Kleiber         | Sans  |
| Ministre de l'Environnement                                                                  |           | Tomasz Podgajniak      | Sans  |
| Ministre de l'Économie et du Travail                                                         |           | Jacek Piechota         | SLD   |
| Ministre sans portefeuille Chef de la chancellerie de la présidence du Conseil des ministres |           | Sławomir Cytrycki      | SLD   |